# Sulamith Goldhaber
Sulamith Goldhaber (Wenen, 4 november 1923 – Chennai, 11 december 1965), geboren als Sulamith Low was een Amerikaanse deeltjesfysicus. Ze werd beschouwd als een wereldexpert op het gebied van interacties tussen K+ mesonen en atoomkernen. Ze was onder andere de eerste die spin van de K* meson heeft gemeten, en daarnaast een van de ontdekkers van A mesonen. Ze overleed aan de gevolgen van een hersentumor.

## Biografie[1]
Goldhaber groeide op in Palestina, waar ze de Hebreeuwse Universiteit van Jeruzalem bezocht. In het jaar dat ze haar Master haalde trouwde ze met Gerson Goldhaber. De twee verhuisden naar de Verenigde Staten, waar Sulamith een genaturaliseerd staatsburger werd. Haar PhD-onderzoek deed ze aan de University of Wisconsin. Haar oorspronkelijke veld van studie was fysische chemie. Met werk aan radiochemie leerde ze technieken die nodig waren voor haar onderzoek aan deeltjesfysica. Veel van haar werk richtte zich op de Bevatron deeltjesversneller, waar ze met de techniek van nucleaire emulsie onderzoek deed. Vanaf 1960 werd duidelijk dat het bellenvat een beter geschikt middel was, en verving deze de nucleaire emulsie. Ze werd een van de wereld meest bekende experts op het gebied van de interacties van K+ mesonen met atoomkernen, een speelde een belangrijke rol bij de ontdekking van een aantal resonantiestaten van A mesonen. Samen met haar man Gerson Goldhaber was ze de eerste die de spin van een K* meson had gemeten. In 1965 namen ze een sabbatical, en gaven lezingen over heel de wereld. In Chennai kreeg ze een beroerte, vervolgens werd er een hersentumor ontdekt, en ze stierf zonder bij bewustzijn gekomen te zijn.

## Enkele belangrijke publicaties[2]
- Mean Lifetime of Positive K Mesons," Phys. Rev. 99: 1617 (1955), with E.L. Iloff, W.W. Chupp, G. Goldhaber, J.E. Lannuttii, A. Pevsner, and D. Ritson
- The Lifetime of the tau-Meson," Nuovo Cimento (Series 10) 2: 344 (1955), with W. Alvarez.
- On the Spin of the K* Resonance," Phys. Rev. Lett. 9: 330 (1962), with W. Chinowsky, G. Goldhaber, W. Lee, and T.O'Halloran

## Prijzen en lidmaatschappen[2]
- Ze was lid van Sigma Xi
- Ze was lid van de American Physical Society[3]
- 1960-1961 Ford Foundation Fellow
- 1963-1964 Guggenheim Fellowship